# Tropiocolotes
Tropiocolotes és un gènere de sauròpsids (rèptils) escatosos de la família dels gecònids. Son gecos relativament petits, nocturns i terrestres, mb el cos allargat. Es troben al nord d'Àfrica i l'Orient Mitjà.

## Taxonomia
- Tropiocolotes helenae
- Tropiocolotes latifi
- Tropiocolotes levitoni
- Tropiocolotes nattereri
- Tropiocolotes nubicus
- Tropiocolotes persicus
- Tropiocolotes steudneri
- Tropiocolotes tripolitanus